# Gábor Juhász
Gábor Juhász (* 16. Februar 1968 in Budapest) ist ein ungarischer Jazzgitarrist.

## Leben und Wirken
Juhász studierte von 1988 bis 1992 Jazzgitarre am Konservatorium Béla Bartók in Budapest bei Gyula Babos. Danach unterrichtete er mit Unterbrechungen Jazzgitarre an der Musikschule Ferenc Erkel und ab 2003 an der Musikakademie Ferenc Liszt.
Mit József Barcza Horváth, Kornél Fekete-Kovács und Károly Binder, die er aus seiner Studienzeit am Konservatorium kannte, gründete er seine erste Band Pangea. Diese Gruppe arbeitete auch mit internationalen Solisten wie z. B. Theo Jörgensmann oder Federico Sanesi. Mit dem Gadulkaspieler Szabolcs Szoke, der auch zeitweise bei Pangea spielte, dem Tablaspieler Péter Szalai und dem Kavalspieler András Monori gründete er das Tin-Tin Quartet (nach der Erweiterung um Gergő Borlai bzw. Iván Nyusztay Tin-Tin Quintett), mit dem er Konzerte in Ungarn und im Ausland gab.
Er nahm Ende der 1990er Jahre u. a. ein Album mit Márta Téli und Gábor Winand auf und war Mitglied der Elemér Balázs Group.
2002 wurde er neben Mihály Dresch und Kornél Horváth Mitglied von Zoltán Lantos’ Mirrorworld Quartet. In diesem Jahr erhielt er auch den Ungarischen Jazzpreis der Zeitschrift Gramofon. Seit 2004 ist er Mitglied des László Dés Septet, außerdem arbeitet er u. a. mit der Gruppe Off Course. 2004 veröffentlichte er mit Palle Mikkelborg das Album 60/40. Mit seinem Schüler Bálint Gyémánt legte er 2011 das Duoalbum Budapest vor.